# S-Bahn Mittelelbe
Die S-Bahn Mittelelbe, bis 2014: S-Bahn Magdeburg, ist Bestandteil des öffentlichen Personennahverkehrs im Großraum der sachsen-anhaltischen Landeshauptstadt Magdeburg. Betreiber der S-Bahn ist die DB Regio Südost, unter der Marke Elbe-Saale-Bahn, im Auftrag der Nahverkehrsservice Sachsen-Anhalt GmbH. Als einziges deutsches S-Bahn-System besteht sie nur aus einer Linie, der S1.

## Geschichte
Für den durch den Ausbau des Schwermaschinenbaus in Magdeburg und die dadurch wachsende Bevölkerung steigenden Personenverkehr wurde seit Mitte der 1960er Jahre eine S-Bahn geplant. Es waren drei Linien vorgesehen, die in Burg (bei Magdeburg), Gommern, Haldensleben, Schönebeck-Bad Salzelmen und Zielitz enden sollten. 1966 wurde ein Vorortverkehr zwischen Zielitz und Schönebeck-Bad Salzelmen eingerichtet, und sowohl am Barleber See als auch am Thälmannwerk wurden neue Haltepunkte errichtet. Die Strecke wurde elektrifiziert und im Bereich des Rangierbahnhofes Rothensee neutrassiert. Die Magdeburger S-Bahn wurde am 29. September 1974 auf der 38 Kilometer langen damaligen Linie A, seit 1993 Linie S1, auf der Strecke Zielitz–Magdeburg–Schönebeck-Bad Salzelmen in Nord-Süd-Richtung eröffnet. Die Haltepunkte Schönebeck-Frohse, Schönebeck Süd und Zielitz Ort wurden erst nach 1974 eröffnet. Der Haltepunkt im Stadtteil Barleber See wird nur zwischen Anfang Mai und Ende Oktober bedient; er dient zur Erreichung des gleichnamigen Sees, der nördlich Magdeburgs liegt. Zwischen Schönebeck und Haldensleben verkehrte zu DDR-Zeiten zusätzlich eine etwa stündliche Verbindung mit einer um einen Wagen verkürzten S-Bahn-Garnitur und einer Diesellokomotive der Baureihe 110 bzw. 112. Diese Züge konnten bis Magdeburg-Rothensee zum S-Bahn-Tarif benutzt werden und wurden als Linie B bezeichnet. Aufgrund des Verkehrsrückganges wurde diese Linie 1993 eingestellt.
Vom 9. Dezember 2007 bis zum 13. Dezember 2014 wurde die S1 bis auf wenige Züge in Tagesrandlage nur noch montags bis freitags betrieben; am Wochenende hielt an den Stationen die Regionalbahn. Am 14. Dezember 2014 wurde die bisherige Regionalbahn von/nach Wittenberge nun ab/bis Stendal in die S1 integriert, um die parallele Bedienung durch zwei verschiedene Zuggattungen zwischen Schönebeck-Bad Salzelmen und Zielitz Ort zu beenden. Im Bahnhof Stendal erfolgte dann ein Zuggattungswechsel, ohne dass Fahrgäste umsteigen mussten. Dadurch verkehrte die S1 zwischen Schönebeck-Bad Salzelmen und Zielitz Ort wieder im 30-Minuten-Takt an Wochentagen, und am Wochenende verkehrt sie nach sieben Jahren auch wieder im Stundentakt. Aufgrund der Verlängerung ins Umland wurde nun die ursprüngliche Bezeichnung S-Bahn Magdeburg durch die heutige Bezeichnung S-Bahn Mittelelbe ersetzt.
Zum Fahrplanwechsel am 13. Dezember 2015 entfiel der Zuggattungswechsel in Stendal komplett, sodass die Züge schon ab/bis Wittenberge als S-Bahnen verkehren. Montag–Freitag in den Morgenstunden wurde das Angebot zwischen Zielitz und Stendal um zwei zusätzliche Zugpaare ausgeweitet, sodass ein 30-Minuten-Takt entsteht. Einige wenige Züge werden in Stendal als Regionalbahn-Linie 32 von und nach Salzwedel durchgebunden, allerdings mit Zuggattungswechsel in Stendal. Zudem fährt zur Hauptverkehrszeit ein Zug als S1X von Magdeburg nach Wittenberge und zurück, der nicht an allen Stationen hält, um Anschlüsse zum Fernverkehr herstellen zu können.
Seit dem 10. Juni 2022 wird der neue Haltepunkt Stendal Hochschule von der S-Bahn bedient.
Seit Dezember 2023 verkehrt die S1 durch die Umstellung auf das Altmärker Y-Netz nicht mehr im 30-Minuten-Takt. Jede zweite Fahrt wird durch den RE20 Uelzen–Magdeburg erbracht, der bis Schönebeck-Bad Salzelmen fortgeführt wird und dabei ab Magdeburg-Rothensee alle Stationen der S-Bahn bedient. Zwischen Stendal und Schönebeck-Bad Salzelmen ergibt sich ein angenäherter 30-Minuten-Takt.

## S-Bahn-Tarif Magdeburg

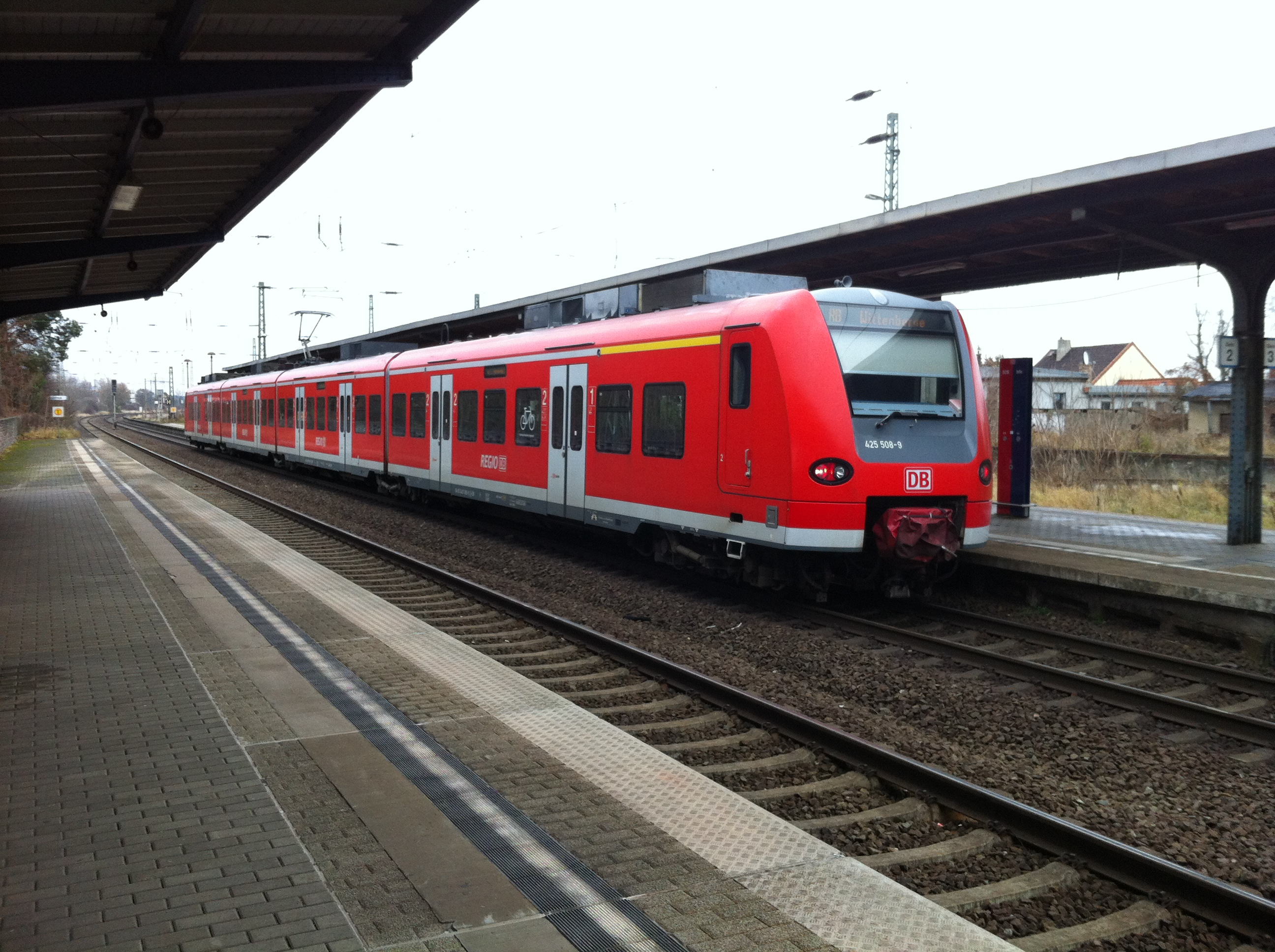
Triebzug der Baureihe 425 im Bahnhof Wolmirstedt

Für die S-Bahn Magdeburg sowie auch für alle parallel zur S-Bahn verkehrenden Regionalzüge galt bis zur Einführung des Magdeburger Regionalverkehrsverbunds (marego) am 12. Dezember 2010 ein spezieller S-Bahn-Tarif nach dem Vorbild der früheren DR-S-Bahn-Tarife. Gesonderte S-Bahn-Tarife gab es früher auch in den Städten Berlin, Dresden, Erfurt, Leipzig/Halle und Rostock. Im Gegensatz zu Magdeburg wurden diese aber schon deutlich früher durch Verkehrsverbünde abgelöst beziehungsweise im Fall Erfurt durch die Aufgabe der S-Bahn entbehrlich.
Der S-Bahn-Tarif Magdeburg war etwas günstiger als der bundesweit geltende Nahverkehrstarif. Er basierte dabei nicht wie letzterer auf der tatsächlich zurückgelegten Wegstrecke, sondern auf einem Zonensystem. Es existierten insgesamt drei Zonen:
- „Tarifzone Nord“ (Zielitz und Wolmirstedt)
- „Tarifzone Stadt“ (Stadtgebiet Magdeburg)
- „Tarifzone Süd“ (Schönebeck)

Die „Tarifzone Stadt“ wurde dabei grundsätzlich doppelt berechnet, so dass es insgesamt vier Preisstufen gab. Neben Einzelfahrkarten wurden für die S-Bahn Magdeburg auch Mehrfahrtenkarten, Wochenkarten und Monatskarten, jedoch keine Tageskarten (ausgenommen das „Wochenend-Familien-Ticket“) angeboten. Zusätzlich galt der S-Bahn-Tarif auch auf dem Streckenabschnitt Magdeburg-Neustadt–Magdeburg-Herrenkrug.
Für Pendler und Vielfahrer, die in Magdeburg zwischen der S-Bahn und kommunalen Verkehrsmitteln umsteigen wollten, existierte unabhängig vom S-Bahn-Tarif der übergeordnete MUM-Tarif (Magdeburg-Umland-Tarif), welcher auch die Magdeburger Verkehrsbetriebe einschloss. Der MUM-Tarif war jedoch kein echter Verkehrsverbund, denn es wurden nur Zeitkarten (jedoch keine Einzelfahrkarten) angeboten. Dies hatte zur Folge, dass bei Einzelfahrten in der Region Magdeburg bei jedem Umstieg von der S-Bahn auf ein anderes öffentliches Verkehrsmittel eine neue Fahrkarte gelöst werden musste.

## Fahrzeugeinsatz
Typisch für die Magdeburger S-Bahn waren zu DDR-Zeiten die Züge aus grünen LOWA-E5-Mitteleinstiegswagen. Ab 1990 kamen Doppelstockeinzelwagen zum Einsatz; teilweise wurden Anfang der 1990er Jahre vor allem auf der Linie B auch vierteilige DBv-Doppelstockzüge eingesetzt. Heute verkehren auf der Linie S1 Triebwagen der Baureihe 425. 2015 wurden sie modernisiert und erhielten neue Sitze, Klapptische, Steckdosen und ein verbessertes Fahrgastinformationssystem.
Im Jahr 2023 kamen zudem drei Triebwagen der Baureihe 425 zum Einsatz, welche zuvor auf dem Streckennetz der DB Regio NRW und DB Regio Bayern unterwegs waren. Die Triebwagen sind seit ihrer Indienststellung nicht modernisiert worden und unterscheiden sich im Innenraum somit stark von den modernisierten Gegenstücken.
Die DB Regio Südost veröffentlichte im Frühjahr 2024 eine Ausschreibung auf 50 Neufahrzeuge für das „Elektronetz Nord Magdeburg (ENORM)“. Mit dem Ausschreibungsgewinn des Netzes durch die DB erfolgte auch die Bekanntgabe, dass Siemens 3- und 4-teilige Triebfahrzeuge des Typs Mireo liefern wird. Diese sollen einzeln und in Doppeltraktion auf allen Linien des Netzes verkehren.

## Zukunft
Der ÖPNV-Plan des Landes Sachsen-Anhalt 2005 als ÖPNV-Aufgabenträger sah für den Zeitraum 2010 bis 2015 bzw. 2025 vor, mehrere RB-Linien in S-Bahn-Linien umzuwandeln. Diese Planungen für ein Regional-S-Bahn-Netz wurden vor allem unter Verkehrsminister Karl-Heinz Daehre vorangetrieben. Durch die Abbestellung der Strecke nach Loburg und Umsetzung anderer Konzepte, die sich auch in den entsprechenden Vergabeverfahren niederschlagen, hat sich das ursprüngliche Konzept erübrigt. Die Linie RB 42 nach Zerbst und Dessau ist Bestandteil des Vergabenetzes Mitteldeutsche S-Bahn-Netz II geworden.
Grundgerüst für das zukünftige S-Bahn-Netz sollen die Linien S1 und die RB40 (Braunschweig–Magdeburg–Burg) sein. Weitere Verbindungen nach Langenweddingen (als Ersatz für die RB nach Oschersleben) und Haldensleben sollen perspektivisch auch integriert werden. Die geplanten Betriebskonzepte sind allerdings von Ausbaumaßnahmen an den Bahnstrecken Magdeburg–Oschersleben–Halberstadt und Magdeburg–Haldensleben–Oebisfelde abhängig und sollen dauerhaft mit Dieseltraktion gefahren werden.
Mit der Neuausschreibung des „Elektronetz Nord Magdeburg (ENORM)“ soll ab 10. Dezember 2028 ein verändertes Liniennetz in Kraft treten. Die Linie S1 übernimmt den Abschnitt Magdeburg–Burg von der Linie RB40, während der Abschnitt Zielitz–Wittenberge von der neuen Linie RB30 übernommen wird. Im März 2025 wurde bekanntgegeben, dass DB Regio Südost die Ausschreibung erneut gewonnen hat und weiterhin Betreiber der S-Bahn Mittelelbe bleibt. Zudem sollen 50 3- und 4-teilige Neufahrzeuge des Typs Siemens Mireo ab 2028 zum Einsatz kommen.
- S 1: Schönebeck-Bad Salzelmen – Magdeburg – Burg
- S 2: Magdeburg – Zielitz (Mo–Fr)